# Mantispa enderleini
Mantispa enderleini är en insektsart som beskrevs av Banks 1914. Mantispa enderleini ingår i släktet Mantispa och familjen fångsländor. Inga underarter finns listade i Catalogue of Life.